# Марко Видал
Марко Видал Гонсалес (на испански език: Marco Vidal González) е испански поет, българист и преводач от български език.

## Биография
Завършва славянска филология в университета в Гранада. От 2016 до 2019 г. живее и работи в София. Поет и преводач от български на испански. В периода 2020 – 2023 г. той е член на редколегията на сп. Нова социална поезия.  Превеждал е стихотворения на бесарабски поети като част от бакалавърската си теза на тема „Бесарабските българи“. Превел е над 120 български поети, сред които Златомир Златанов, Ани Илков, Кирил Василев, Амелия Личева, Александър Вутимски, Рада Панчовска, Александър Шурбанов, Владимир Сабоурин, Ружа Велчева, Ваня Вълкова, Иван Методиев (поет), Николай Атанасов (поет), Христо Смирненски , Петър Чухов, Мартин Костов, Стефан Иванов (писател), Йорданка Белева, Екатерина Йосифова , Марин Бодаков, Патриция Николова и др.
Поезията му е посветена на социалната тематика и на декаданса на урбанистичната обстановка в София.  Също така има творби на хомосексуална тематика. През 2018 г. започва да пише поезия и на български език.
През декември 2017 г. е отличен от Сдружението на испаноговорещите журналисти в България заради работата си в разпространяването на българската култура пред испанска публика по време на ежегодния конкурс „Светове и цветове“.
През 2022 г. Видал разкрива, че е хомосексуален. Определя се като политически ляв. 
През 2023 г. Марко Видал основава издателство „La Tortuga Búlgara”, която има за цел да разпространява, превежда и издава в Испания съвременна българска литература, особено поезия, както и други славянски и централноазиатски литератури.  
Брат му е испанският фламенко певец Хуан Дебел (на испански език: Juan Debel).
Носител на наградата Перото (литературни награди) в категория "Превод от български на чужд език" през 2023 г.  

### Като преводач
- Nueva poesia social. La Antologia 5 – 2020
- Владимир Сабоурин – Muchacha blanca: Selección de poesía de Vladimir Sabourín (2020)[27]
- Александър Вутимски – El muchacho azul/Синьото момче (издание на български и испански език) (2020)[28]
- Ваня Вълкова – Urban Perfume (издание на български и испански език) (2020)[29]
- Ружа Велчева – En el filo de la aguja/На върха на иглата (издание на български и испански език) (2021)[30][31]
- Hermanos del polvo: 6 poetas búlgaros contemporáneos (Ani Ílkov, Kiril Vassilev, Valeri Vergílov, Vladimir Sabourín, Zlatomir Zlatánov, Ventsislav Arnaoudov). (издание на български и испански език) (2021)[32]
- Nueva Poesía Social. Antología II. [33]
- Александър Шурбанов – Amago de sonrisa/Опит за усмивка (La Tortuga Búlgara, 2024) [34]
- Камелия Панайотова – Ausencias/Отсъствия (La Tortuga Búlgara, 2024) [35]
- Кирил Василев (поет) – Procesión/Шествието (La Tortuga Búlgara, 2024) [36]

### Като автор
- Едно мъжко момиче (Фондация Емили, 2022)[37] [38]
- Синя пустиня (Фондация Емили, 2023)[39] [40]